# Service météorologique d'Israël
Le Service météorologique d'Israël (hébreu : השירות המטאורולוגי הישראלי , HaSherut HaMete'orologi HaYisra'eli) est une division du ministère israélien des Transports qui est responsable des prévisions météorologiques, de la fourniture de données météorologiques et de la recherche climatique en Israël. Il date des années 1930 quand un service météorologique fut établi sous le mandat gouvernement britannique en Palestine pour répondre aux besoins en plein expansion de l'aviation. Après la création de l'État d'Israël, il a été intégré au ministère des transports nouvellement créé. Membre de l'Organisation météorologique mondiale depuis 1949, le Service météorologique israélien gère plus de 150 stations de mesure à travers le pays. Son siège social est près de Beit Dagan, district centre.

## Histoire
Au cours de la seconde moitié du XIXe siècle, des mesures météorologiques ont été effectuées en différents endroits d'Israël dans les monastères, dans les colonies des Templiers, par des compagnies britanniques et allemandes, etc. Des mesures plus systématiques des précipitations étaient commencée sous le mandat Britannique à partir des années 1920 comme une extension de son service météo en Égypte. Le réseau de stations climatiques s'est ensuite considérablement élargi et des stations ont été érigées dans presque toutes les nouvelles colonies juives grâce aux organisations sionistes.
Le premier aéroport civil d'Israël (Wilhalema, plus tard rebaptisé aéroport international de Tel Aviv-David Ben Gourion) a été fondé en 1936. Le gouvernement a immédiatement commencé à chercher des professionnels pertinents dans différents domaines, y compris en météorologie pour l'aviation. Un groupe de cadres allemand, dirigés par Rudolf Feige, fonda le département de prévision à l'aviation sur le 14 mars 1937, dans le cadre du département de l'aviation civile du mandat. Avec le déclenchement de la Seconde Guerre mondiale, la Royal Air Force (RAF) a pris le contrôle de l'unité météorologique de l'aéroport et l'a transformée en unité militaire. Plus tard, l'unité a été transférée à Ramla, puis au monastère Notre-Dame de Jérusalem. Après la guerre, l'unité est redevenue civile, avec la création d'un bureau météorologique séparé à l'aéroport de Lod.
Après la fondation d'Israël, l'unité météorologique est devenue le nouveau Service météorologique israélien et a été forcée de quitter l'aéroport de Lod. Après la guerre de 1948, le service est devenu une partie du ministère des Transports et a emménagé à Tel-Aviv. En 1949, Israël est devenu membre de la future Organisation météorologique mondiale (OMM), qui est une agence de l'ONU et a signé la Convention de l'organisation en 1953. Au cours des années, le réseau de stations météorologiques s'est considérablement étendu, la plupart d'entre elles gérées par des observateurs bénévoles à l'origine.
En 1958, un accord a été signé entre le gouvernement israélien et l'OMM pour la création de l'Institut météorologique central à Beit Dagan comme centre de formation météorologique.

## Organisation
Le service comprend :
- Météorologie opérationnelle ;
- Recherche, développement et application ;
- Réseau de stations et radars météorologiques, et de radiosondage ;
- Systèmes informatique et d'infrastructure de communication ;
- Administration centrale.

## Collaborations
Le Service est membre de l'Organisation météorologique mondiale (OMM) et participe à certains programmes du regroupement européen EUMETNET  (programme de formation EUMETCAL, programme d'alerte météorologique « Meteo-Alarm » et l'échange de données radar « OPERA »). Dans le cadre des accords d'alliance stratégique de 2019, les services météorologiques grecs, chypriotes et israélien travaillent à la création d'une plate-forme d'échange de données et de connaissances, l'établissement de nouvelles stations de mesure, la coopération en agrométéorologie, météorologie aéronautique et maritime, le développement de modèles de prévision numérique du temps allant du court terme à saisonnières, la climatologie, les feux de forêt et plus. En 2020, les Services ont commncé à nommer conjointement les tempêtes qui affectent leurs régions.
Le Services israélien est membre et utilise les sorties des modèles numériques du Centre européen pour les prévisions météorologiques à moyen terme (CEPMMT), du Consortium for Small Scale Modeling (COSMO) et de prévision immédiate de l’Integrated Nowcasting through Comprehensive Analysis (INCA). Il héberge le Centre régional de formation pour la formation en météorologie appliquée de l'OMM depuis 1967 et participe avec l'Université de Tel Aviv à la formation de ses propres météorologues.
Finalement, le Service participe avec d'autres ministères israéliens dans les domaines de l'hydrologie, l'agriculture, etc.